# Zhang Yingying (Langstreckenläuferin)
Zhang Yingying (chinesisch 张莹莹, Pinyin Zhāng Yíngyíng; * 4. Januar 1990) ist eine chinesische Langstreckenläuferin.
Zum ersten Mal machte sie als Vierte des Xiamen-Marathons 2007 auf sich aufmerksam. Beim Peking-Marathon desselben Jahres wurde sie Zweite in 2:27:20 h, und kurz danach lief sie mit 31:17,30 min die viertbeste Zeit des Jahres über 10.000 m.
Einen Tag nach ihrem 18. Geburtstag gewann sie den Xiamen-Marathon in 2:22:38 h und stellte damit eine Juniorinnen-Weltbestzeit auf. Daraufhin wurde sie zusammen mit Zhou Chunxiu und Zhu Xiaolin für den Marathon der Olympischen Spiele 2008 in Peking nominiert, dort aber startete sie schließlich über 5000 m, wo sie im Halbfinale ausschied, und 10.000 m, wo sie den 16. Platz belegte.
Beim Peking-Marathon desselben Jahres wurde sie Dritte. 2009 wurde sie beim Xiamen-Marathon Zweite, blieb aber mit 2:32:57 h mehr als zehn Minuten über ihrer Vorjahreszeit, siegte beim Yangzhou-Jianzhen-Halbmarathon und kam bei den Leichtathletik-Weltmeisterschaften in Berlin über 10.000 m auf den 18. Platz.
2017 wurde er wegen Verstoßes gegen die Dopingregeln für vier Jahre gesperrt.

## Bestzeiten
- 5000 m: 15:06,08 min, 31. Oktober 2007, Wuhan
- 10.000 m: 31:17,30 min, 2. November 2007, Wuhan
- Halbmarathon: 1:11:01 h, 26. April 2009, Yangzhou
- Marathon: 2:22:38 h, 5. Januar 2008, Xiamen